# Mieczysław Rawicz-Mysłowski
Mieczysław Jan Mysłowski (Rawicz-Mysłowski), ps. „Rawicz” (ur. 29 października 1896 w Nowym Dworze k. Odessy, zm. 12 września 1939 pod m. Piątek) – oficer Legionów Polskich, pułkownik dyplomowany piechoty Wojska Polskiego, kawaler Orderu Virtuti Militari.

## Życiorys
Syn Ludwika i Karoliny z d. Denis Kołyszko. Absolwent Wyższej Szkoły Realnej w Krakowie, Szkoły podoficerskiej i Szkoły Podchorążych. Od 1 sierpnia 1914 w Legionach Polskich walczył na frontach I wojny światowej. Był oficerem w III batalionie 1 pułku piechoty, oraz w I i III batalionie 5 pułku piechoty. 29 września 1914 awansowany na chorążego, a 5 marca 1915 na porucznika z pominięciem stopnia podporucznika.
„Za męstwo i odwagę okazaną 2 X 1915 w bitwie pod Sobieszycami został odznaczony Orderem Virtuti Militari”.
Po kryzysie przysięgowym od 22 lipca 1917 do 2 maja 1918 internowany w Beniaminowie. Od 1 listopada 1918 w szeregach odrodzonego Wojska Polskiego jako dowódca kompanii w 2 pułku piechoty, a następnie 8 pułku piechoty. Brał udział w walkach przeciwko Ukraińcom pod Rawą Ruską i Niemcom na Polesiu. Od 1 czerwca 1919 dowódca batalionu w Szkole Podoficerskiej i batalionu zapasowego 23 pułku piechoty.  
2 stycznia 1920 rozpoczął studia w Wojennej Szkole Sztabu Generalnego. W połowie kwietnia 1920 skierowany został na front celem odbycia praktyki sztabowej. W czasie bitwy warszawskiej w sierpniu 1920 kierował Oddziałem Operacyjnym Wojskowego Gubernatorstwa Warszawy. W okresie od stycznia do września 1921 kontynuował naukę w Wyższej Szkole Wojennej. Po ukończeniu nauki otrzymał tytuł oficera Sztabu Generalnego i przydział na stanowisko szefa sztabu 26 Dywizji Piechoty w Skierniewicach. Z dniem 15 października 1923 roku został przeniesiony do Dowództwa Okręgu Korpusu Nr VIII w Toruniu. W tym czasie pozostawał nadetatowym oficerem 18 pułku piechoty w Skierniewicach. Z dniem 15 listopada 1924 roku powierzono mu kierownictwo Ekspozytury Oddziału II SG WP Nr 1. 1 grudnia tego roku awansował na podpułkownika ze starszeństwem z dniem 15 sierpnia 1924 i 43. lokatą w korpusie oficerów piechoty. W październiku 1925 przeniesiony został do dowództwa 1 Dywizji Piechoty Legionów w Wilnie na stanowisko szefa sztabu. W styczniu 1926 został przydzielony do Inspektoratu Armii Nr 2 w Warszawie na stanowisko II referenta. W czasie przewrotu majowego 1926 opowiedział się po stronie Józefa Piłsudskiego. W maju 1927 został przesunięty w 1 pułku czołgów w Poznaniu na stanowisko zastępcy dowódcy pułku. W lipcu 1928 został mianowany dowódcą 1 pułku czołgów. 24 grudnia 1929 awansował na pułkownika ze starszeństwem z dniem 1 stycznia 1930 i 8. lokatą w korpusie oficerów piechoty. Od 20 lutego do 11 kwietnia 1930 roku pełnił obowiązki szefa Broni Pancernej MSWojsk. Z dniem 16 lipca 1930 został przeniesiony z dyspozycji II wiceministra spraw wojskowych i wyznaczony na stanowisko zastępcy dowódcy broni pancernych. Z dniem 1 grudnia 1934 został przeniesiony do dyspozycji dowódcy broni pancernych MSWojsk. W lipcu 1935 został przeniesiony do 67 pułku piechoty w Brodnicy na stanowisko dowódcy pułku.
Równolegle ze służbą wojskową rozwijał działalność sportową. Był prezesem Zarządu Polskiego Związku Gier Sportowych, w 1936 przemianowanego na Polski Związek Piłki Ręcznej. W tym samym roku wybrany został na przewodniczącego Komisji Technicznej Volleyballu funkcjonującej od 1934 przy Międzynarodowej Amatorskiej Federacji Piłki Ręcznej.
27 lutego 1937 został wyznaczony na stanowisko dowódcy Brygady KOP „Polesie” w Łachwie.
Kampanię wrześniową 1939 rozpoczął na stanowisku dowódcy piechoty dywizyjnej 4 Dywizji Piechoty. 3 września generał Mikołaj Bołtuć dokonał zamiany na stanowiskach dowódcy dywizji i jego zastępcy. Dotychczasowy dowódca dywizji, płk dypl. Tadeusz Lubicz-Niezabitowski objął stanowisko dowódcy piechoty dywizyjnej natomiast płk dypl. Mieczysław Rawicz-Mysłowski zajął jego miejsce.
12 września, w czasie bitwy nad Bzurą, 4 DP miała wykonać natarcie na Głowno. W natarciu uczestniczyć miało sześć batalionów piechoty wspartych artylerią dywizyjną i I dywizjonem 2 pac. Natarciem kierować miał płk dypl. Lubicz-Niezabitowski ze stanowiska dowodzenia w folwarku Psary Polesie, w lesie na północ od Głowna. Sztab dywizji znajdował się w m. Bielawy. Początek natarcia wyznaczono na godzinę 16, a następnie przesunięto o trzy godziny. Bezpośrednio po rozpoczęciu natarcia do sztabu 4 DP przybył gen. dyw. Władysław Bortnowski i wstrzymał działanie dywizji. Płk dypl. Rawicz-Mysłowski wraz z szefem sztabu i oficerem ordynansowym udał się samochodem na stanowisko dowodzenia dowódcy piechoty dywizyjnej w celu odwołania natarcia. Pojazd wjechał na własną minę, która eksplodowała. Dowódca dywizji oraz towarzyszący mu oficerowie i kierowca samochodu zginęli. Został pochowany na cmentarzu w Głownie.
Na cmentarzu w Głownie stoi obelisk, na którym wyryto napis o treści „MIECZYSŁAW RAWICZ-MYSŁOWSKI PUŁKOWNIK DYPLOMOWANY DOWÓDCA 4TEJ DYW PIECHOTY POLEGŁ POD GŁOWNEM WRAZ Z 30 NIEZNANYMI ŻOŁNIERZAMI 13-IX-1939 CZEŚĆ ICH PAMIĘCI”.
Mieczysław Mysłowski od 1920 był żonaty z Heleną Borkowską (1900–1989), z którą miał córkę Martę (1921–2012).

## Ordery i odznaczenia
- Krzyż Srebrny Orderu Wojskowego Virtuti Militari nr 7076 (17 maja 1922)[29]
- Krzyż Niepodległości (20 stycznia 1931)[30]
- Krzyż Walecznych (czterokrotnie: po raz 1, 2 i 3 w 1922[31])
- Złoty Krzyż Zasługi (10 listopada 1928)[32][33]
- Brązowy Medal za Długoletnią Służbę[c]
- Odznaka „Znak Pancerny” nr 245 (11 listopada 1933)[34]
- Order Miecza III klasy (Szwecja, 11 listopada 1931)[35]
- Order Krzyża Orła III klasy (Estonia, 1933)[36][37]